# Parcylisticus angelikae
Parcylisticus angelikae är en kräftdjursart som beskrevs av Helmut Schmalfuss 2003. Parcylisticus angelikae ingår i släktet Parcylisticus och familjen Cylisticidae. Inga underarter finns listade i Catalogue of Life.